# Xia Xiang
Xia Xiang är en socken i Kina. Den ligger i den autonoma regionen Xinjiang, i den nordvästra delen av landet, omkring 140 kilometer sydost om regionhuvudstaden Ürümqi. Antalet invånare är 25 182. Befolkningen består av 11 887 kvinnor och 13 295 män. Barn under 15 år utgör 21,0 %, vuxna 15-64 år 71 %, och äldre över 65 år 7,0 %.
Genomsnittlig årsnederbörd är 105 millimeter. Den regnigaste månaden är juli, med i genomsnitt 27 mm nederbörd, och den torraste är mars, med 1 mm nederbörd.